# Bevolkingsfonds van de Verenigde Naties
Het Bevolkingsfonds van de Verenigde Naties (Engels: United Nations Population Fund, afgekort UNFPA) is een organisatie van de Verenigde Naties, die zich inzet voor het promoten van het recht van iedere man, vrouw en kind op een gezond leven met gelijke kansen. Het is de grootste internationale hulporganisatie op het gebied van bevolkingsvraagstukken. Dit wordt gedaan via grote nationale en demografische onderzoeken en volkstellingen. Aan de hand van de via deze onderzoeken verkregen data worden programma’s ontwikkeld om armoede te verminderen en de rechten van minderheden te benadrukken. Een van de doelstellingen is bijvoorbeeld dat elke zwangerschap gewild moet zijn, elke geboorte veilig, elk jong persoon vrij van HIV en andere seksueel overdraagbare aandoeningen, en dat elk meisje en vrouw behandeld wordt met waardigheid en respect.

## Achtergrond
De UNFPA begon in 1969 onder de naam United Nations Fund for Population Activities, onder de administratie van het Ontwikkelingsprogramma van de Verenigde Naties. In 1971 werd de organisatie onder de autoriteit van de Algemene Vergadering van de Verenigde Naties geplaatst.
In 1987 werd de naam veranderd naar de huidige naam. Het hoofdkantoor van de organisatie zit in New York.
De UNFPA steunt programma’s in meer dan 150 landen of afzonderlijke gebieden, verspreid over vier geografische regio’s: de Arabische staten en Europa, Azië en de Grote Oceaan, Latijns-Amerika en het Caribisch gebied, en Afrika. Driekwart van de medewerkers doet veldwerk.

## Doelstellingen
De voornaamste doelstellingen van de UNFPA zijn:
- Algemene toegang tot gezondheidszorg bij zwangerschap in 2015.
- Universeel basisonderwijs en wegwerken van de onderwijsachterstand bij vrouwen in 2015.
- Terugdringen aantal overlijdensgevallen tijdens bevallingen met 75%.
- Terugdringen kindersterfte
- Verlengen van de gemiddelde levensverwachting
- Terugdringen van het aantal HIV-besmettingen.

## Voorzitters
- 2017–heden Dr Natalia Kanem (Panama)
- 2011–2017 Dr Babatunde Osotimehin (Nigeria)
- 2000–2010 Ms Thoraya Ahmed Obaid (Saoedi-Arabië)
- 1987–2000 Dr Nafis Sadik (Pakistan)
- 1969–1987 Mr Rafael Salas (Filipijnen)